# Penstemon comarrhenus
Penstemon comarrhenus är en grobladsväxtart som beskrevs av Asa Gray. Penstemon comarrhenus ingår i släktet penstemoner, och familjen grobladsväxter. Inga underarter finns listade i Catalogue of Life.